# حفره صماخ
حفره صماخ فضای کوچکی است که به وسیله استخوان‌های گوش میانی احاطه شده‌است

## ساختمان
در سطح خارجی، به وسیله پرده صماخ (پرده گوش) از مجرای شنوایی بیرونی جدا می‌شود،

## دیواره‌ها
حفره صماخ با دیواره‌های زیر احاطه شده‌است:
- دیواره درونی، دیواره داخلی (یا دیواره دالانی) عمودی است، و شامل پنجره بیضی، پنجره گرد و دماغه و برآمدگی مجرای صورتی است.
- دیواره بیرونی یا دیواره خارجی (یا دواره غشایی)، عمدتا از پرده صماخ، و بخشی از حلقه استخوانی که پرده صماخ در آن جاسازی شده‌است تشکیل می‌گردد.